# Kirjat Menachem
Kirjat Menachem (hebrejsky קרית מנחם‎, doslova Menachemovo Město) je městská čtvrť v jihozápadní části Jeruzaléma v Izraeli.

## Geografie
Leží v nadmořské výšce okolo 800 metrů, cca 6,5 kilometrů jihozápadně od Starého Města. Na východě a jihu s ní sousedí čtvrť Ir Ganim, na severovýchodě Kirjat ha-Jovel. Na severní straně se nachází komplex Kfar Salma, na západě stojí administrativně samostatná vesnice Ora. Leží na pahorku, který na jihu spadá prudce do údolí vádí Nachal Refa'im lemovaného strmými svahy Reches Lavan. Po dně údolí vede železniční trať Tel Aviv – Jeruzalém. Na severozápadě od čtvrtě se zvedá vrch Har Ora a dál už pokračuje volná zalesněná krajina Jeruzalémského koridoru. Populace čtvrti je židovská.

## Dějiny
Vznikla v roce 1959 společně se sousední čtvrtí Ir Ganim (založena roku 1957) jako nový obytný soubor sídlištního typu. Pojmenována je po Menahemu Bresslerovi, který byl prezidentem Židovského národního fondu v USA. Menahem Bresslauer inicioval výstavbu památníku Jad Kennedy stojícího nedaleko odtud. Čtvrť osídlili zejména židovští přistěhovalci ze severní Afriky. Populaci tvoří sekulární i nábožensky sionistické rodiny.